# Mary Ann Mobley
Mary Ann Mobley (Brandon, 17 febbraio 1939 – Beverly Hills, 9 dicembre 2014) è stata una modella e attrice statunitense, eletta Miss Mississippi 1958 e Miss America 1959.

## Biografia
Fu la prima delegata del Mississippi a vincere il premio. Dopo l'anno di "regno", fu insignita del premio "Giovane donna dell'anno" da Lady Bird Johnson nel 1966 per il suo impegno umanitario.
Intraprese una lunga carriera di attrice televisiva e cinematografica. Fra i suoi film più celebri, Pazzo per le donne (1965) e Avventura in Oriente (1965), entrambi al fianco di Elvis Presley. Inoltre comparve in diverse serie televisive. Prese il posto di Dixie Carter nell'interpretazione di Maggie McKinney durante l'ultima stagione della serie televisiva Il mio amico Arnold.
Nel 1967 sposò l'attore Gary Collins, dal quale ebbe un figlio ed una figlia. Nel 1989  condusse insieme al marito il concorso Miss America, grazie al quale trent'anni prima era iniziata la sua carriera.

## Filmografia parziale

### Cinema
- Get Yourself a College Girl, regia di Sidney Miller (1964)
- Pazzo per le donne (Girl Happy), regia di Boris Sagal (1965)
- Io sono Dillinger (Young Dillinger), regia di Terry O. Morse (1965)
- Avventura in oriente (Harum Scarum), regia di Gene Nelson (1965)
- 3 sul divano (Three on a Couch), regia di Jerry Lewis (1966)
- Il pirata del re (The King's Pirate), regia di Don Weis (1967)
- Bernardo, cane ladro e bugiardo (My Dog the Thief), regia di Robert Stevenson (1969)

### Televisione
- La legge di Burke (Burke's Law) – serie TV, 5 episodi (1963-1965)
- Perry Mason – serie TV, 2 episodi (1964-1966)
- Missione impossibile (Mission: Impossible) – serie TV, 2 episodi (1966)
- I giorni di Bryan (Run for Your Life) – serie TV, 2 episodi (1965-1966)
- Iron Horse – serie TV, episodio 1x21 (1967)
- Il virginiano (The Virginian) – serie TV, episodio 5x15 (1967)
- Love, American Style – serie TV, 5 episodi (1969-1973)
- Fantasilandia (Fantasy Island) – serie TV, 8 episodi (1978-1984)
- Love Boat (The Love Boat) – serie TV, 3 episodi (1978-1985)
- Il mio amico Arnold (Diff'rent Strokes) – serie TV, 19 episodi (1980-1986)
- Falcon Crest – serie TV, 4 episodi (1988)
- Sabrina, vita da strega (Sabrina, the Teenage Witch) – serie TV, episodio 3x18 (1999)

## Doppiatrici italiane
- Vittoria Febbi in Avventura in Oriente, Bernardo cane ladro e bugiardo
- Fiorella Betti in Pazzo per le donne
- Rita Savagnone in 3 sul divano
- Fabrizia Castagnoli in Love Boat (ep. 2x07)
- Alba Cardilli in Il mio amico Arnold